# Joseph Gruntzel
Joseph Gruntzel, född 1866, död 1934, var en österrikisk nationalekonom.
Gruntzel blev professor vid Hochschule für Welthandel i Wien 1908, och har framför allt sysslat med handelsteori och företräder en protektionistisk åskådning. Han utgav bland annat System der Handelspolitik (1901, 3:e upplagan 1928), Economic protectionism (1916) samt Theorie des zwischenstaatlichen Wirtschaftsverkehrs (1924).